# Tri-City
Tri-City – jednostka osadnicza w Stanach Zjednoczonych, w stanie Oregon, w hrabstwie Douglas.